# La Palma, Susupuato
La Palma är en ort i Mexiko.   Den ligger i kommunen Susupuato och delstaten Michoacán de Ocampo, i den södra delen av landet, 130 km väster om huvudstaden Mexico City. La Palma ligger 2 104 meter över havet och antalet invånare är 117.
Terrängen runt La Palma är huvudsakligen kuperad, men åt sydost är den bergig. Runt La Palma är det ganska glesbefolkat, med 47 invånare per kvadratkilometer. Närmaste större samhälle är Heróica Zitácuaro, 15,7 km norr om La Palma. I omgivningarna runt La Palma växer huvudsakligen savannskog.